# 横田一 (1957年生のジャーナリスト)
横田 一（よこた はじめ、1957年 - ）は、日本のジャーナリスト。2017年の第48回衆議院議員総選挙直前に、小池百合子東京都知事から「排除」発言を引き出したことで知られる。

## 経歴
山口県生まれ。東京工業大学卒。奄美大島宇検村入植グループ（無我利道場）を右翼団体松魂塾が襲撃した事件を描いた「漂流者達の楽園」で、1990年ノンフィクション朝日ジャーナル大賞受賞。その後、政官業の癒着、公共事業見直し、国会議員（特に族議員）ウォッチングを続け、様々な選挙を取材している。

## 活動
2017年9月25日、東京都知事の小池百合子は、10月の衆院選に向け、自身が代表を務める「希望の党」の結党を発表した。小池が都知事に就任した2016年以降、毎週金曜日の14時に行われる小池の定例会見にできる限り出席するようにしてきた横田は、9月29日の定例会見にも出席。質疑でフリーランスの記者が指されることはほとんどなかったが、この日、半年ぶりに指名され、以下のやりとりがなされた。
小池の「排除」発言は、希望の党の失速の一因となり、立憲民主党が誕生するきっかけとなった。10月22日の総選挙で希望の党は大敗した。
2021年9月8日、高市早苗が衆院議員会館で会見し、自民党総裁選への立候補を正式に表明した。質疑の際、挙手をしても最後まで指されなかった横田は会見の終盤に「森友事件の再調査するんですか」「安倍さんの傀儡政権なんですか」と大声で質問を投げかけた。前者の質問に対し、高市は「一人の公務員が大変追い詰められ、命を絶った気の毒な事件だ。こういった改竄が絶対に起こらない体制を作る」と答えた。
会見後、複数のメディアが横田に質問の真意を尋ねると、横田は「岸田前政調会長が森友問題について、それまでの態度を変えて『再調査は考えていない』と表明した。大手紙の報道では、岸田氏の説明が変わったのは、安倍前首相に忖度したのではないかとあったため、その安倍前首相が支援に回ったとされる高市さんはどう考えていますか、と問いたかった」「森友問題の再調査は、今も政治的に大きな争点になっている。しかし記者たちが誰も聞こうとしなかったため、私が声を出した」と説明した。

## 著書

### 単著
- 『漂流者たちの楽園』朝日新聞社 1991
- 『テレビと政治』すずさわ書店 1996
- 『ダイオキシン汚染地帯 所沢からの報告』緑風出版 1998
- 『どうする旧国鉄債務』緑風出版 1998
- 『所沢ダイオキシン報道』緑風出版 2001
- 『暴走を続ける公共事業』緑風出版 2003
- 『クレジット・サラ金列島で闘う人びと』岩波書店 2008
- 『シールズ選挙〈野党は共闘〉』緑風出版、2016年6月21日。ISBN 978-4846116118。
- 『亡国の首相 安倍晋三』七つ森書館、2016年1月27日。ISBN 978-4822816506。
- 『新潟県知事選では、どうして大逆転がおこったのか。―原発再稼働の是非』七つ森書館、2017年1月27日。ISBN 978-4822817664。
- 『仮面 虚飾の女帝・小池百合子』扶桑社、2020年8月7日。ISBN 978-4594085865。

### 共著
- 『トヨタの正体 マスコミ最大のパトロントヨタの前に赤信号はないのか』佐高信,『週刊金曜日』取材班共著 金曜日 2006
- 俵義文、横田一、魚住昭、佐高信、「週刊金曜日」取材班『安倍晋三の本性』金曜日、2006年10月。ISBN 978-4906605200。
- 木村真、横田一、野中大樹、鈴木邦男、福島瑞穂 著、佐高信 編『徹底解剖―安倍友学園のアッキード事件』七つ森書館、2017年5月22日。ISBN 978-4822817756。

## 出演
- デモクラシータイムス（YouTube）
  - 『横田一の現場直撃！』（2018年7月27日 - ）毎週月曜日に生配信
  - 『横田×西谷 とざいトーザイ』（2024年8月2日 - ）西谷文和との番組